# Templo Voltiano
El Templo Voltiano (en italiano: Tempio Voltiano) es un museo científico-biográfico italiano ubicado en la ciudad de Como, cerca del lago de Como.
Inaugurado en 1928, alberga una exposición permanente dedicada a la memoria de Alessandro Volta, un ilustre físico nacido en la ciudad, y es el museo más visitado de la misma.

## Historia

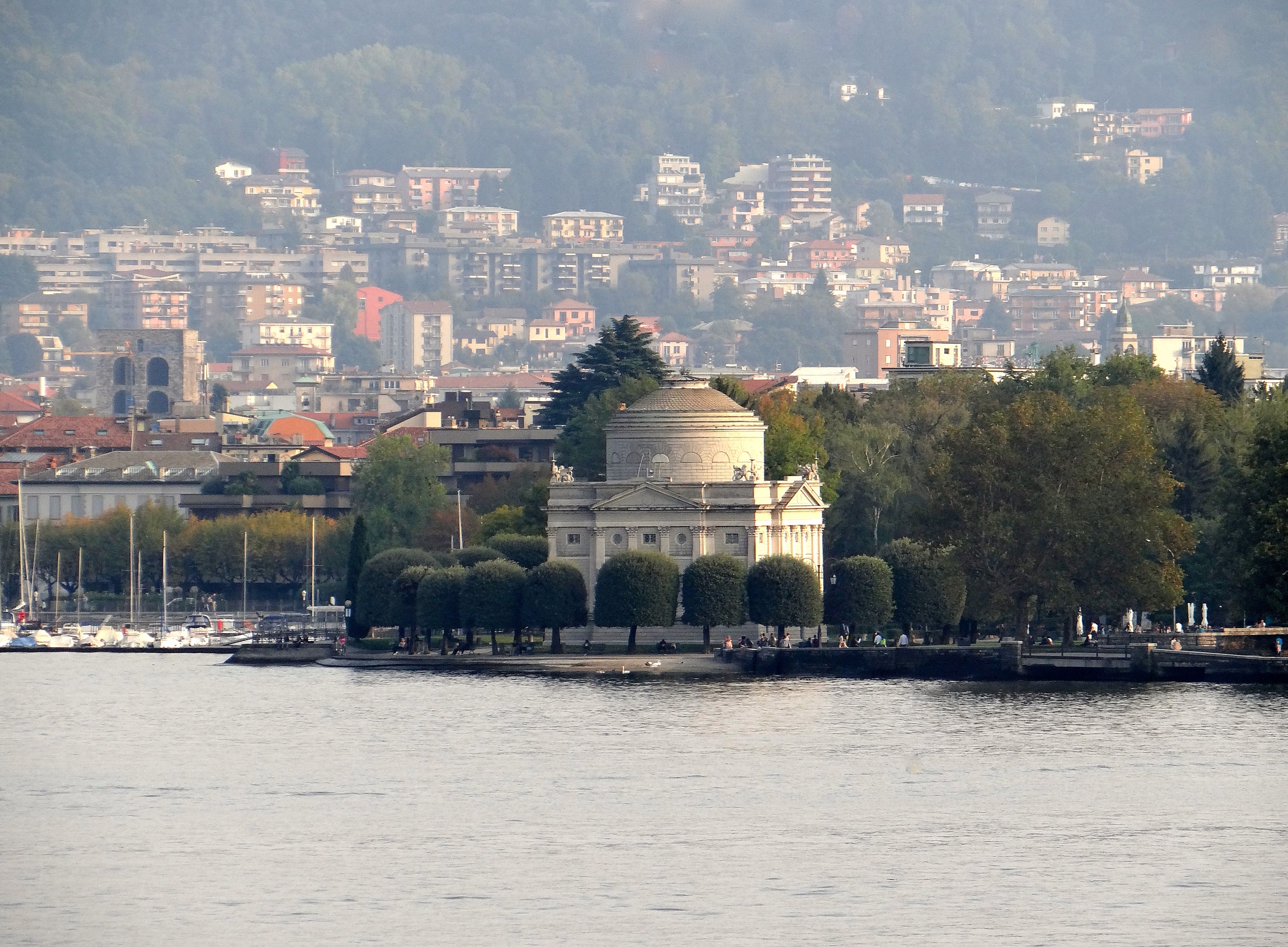
El Templo Voltiano visto desde el lago di Como.

A finales de la década de 1920, con motivo del centenario de la muerte del famoso físico de Alessandro Volta (1745-1827), se diseñó un nuevo espacio para mostrar algunos de los recuerdos y artículos personales de Volta que habían sobrevivido al gran incendio que había devastado la Exposición Voltiana de 1899.
Por voluntad del industrial del algodón y mecenas Francesco Somaini, quien financió su construcción, se diseñó un nuevo edificio, teniendo como función específica la conservación y la exhibición del patrimonio de Volta.
El diseñador del edificio fue el arquitecto de Como Federico Frigerio, uno de los principales exponentes de la cultura arquitectónica de la ciudad de la época. El nuevo museo fue concebido como un templo de estilo neoclásico lombardo, aunque para algunos elementos está cerca del estilo palladiano y en general tiene una referencia "neorromana" bastante separada del contexto local; el mismo diseñador quiso recordar en su realización la imagen del Panteón de Agripa en Roma, tomando su forma.
Los trabajos para su realización comenzaron en 1925, y se completaron definitivamente dos años después. La inauguración oficial del museo tuvo lugar el 15 de julio de 1928.

## Descripción
La estructura del edificio está hecha completamente de hormigón armado y descansa sobre una base muy alta (más de 2 metros) que lo protege de posibles inundaciones del lago, ya que está muy cerca de la orilla. El revestimiento externo está hecho de piedra karst de Aurisina.
El templo tiene una forma cuadrilátera, y es introducido por un gran pronaos en estilo corintio; dentro de una gran sala circular de casi 12 metros de diámetro está coronada por una cúpula alta, con una ventana de vidrio en el centro, sostenida por cuatro pilares y ocho columnas de mármol. El piso de la sala está hecho con un mosaico de mármol, Ónix y Alabastro.
Colocado entre el primer y segundo piso del edificio, un friso lleva una escritura dedicada al físico en letras de bronce dorado.
Las decoraciones son obra de artistas activos en el área de Como: en particular, las estatuas de Ciencia y Fe colocadas a los lados de la entrada son de los gemelos Carlo y Luigi Rigola. Los relieves internos con escenas de la vida de Alessandro Volta son obra del artista de Como Pietro Clerici.

## La exposición permanente

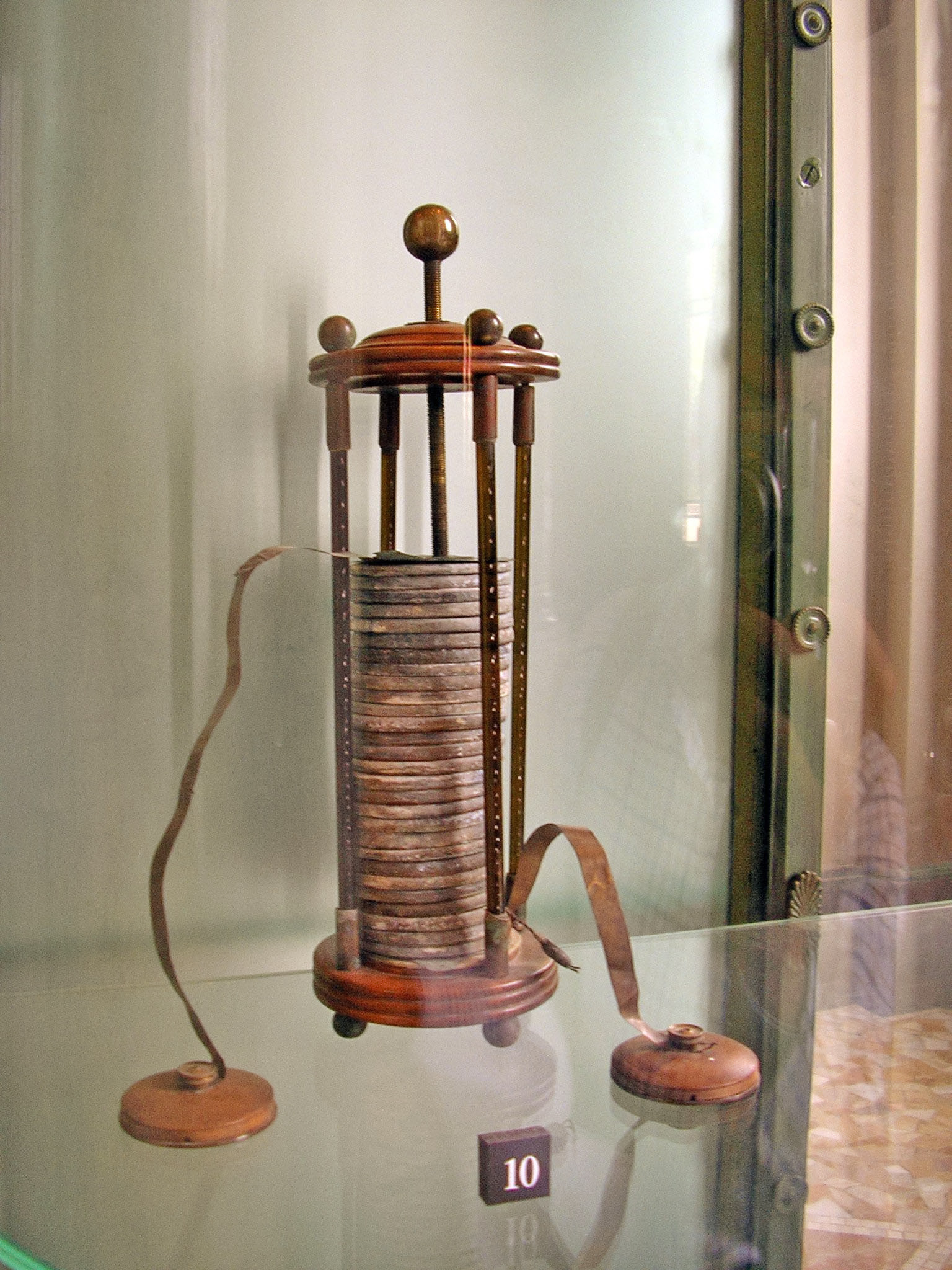
Una pila de Volta en exhibición en el Templo.

El Templo Voltiano, el museo más visitado de la ciudad de Como, alberga una exposición permanente dedicada a la memoria de Alessandro Volta y al reconocimiento de su trabajo científico, dividido en una serie de 15 vitrinas que contienen un total de 234 objetos. En la planta baja hay antiguos instrumentos científicos vinculados a los experimentos de física de Volta, desde la invención de la pila para continuar con las contribuciones fundamentales en el campo de la electrología, en el estudio de los gases y sus propiedades.
La galería en el primer piso está dedicada al personaje Alessandro Volta, a las honores que se le atribuyen a lo largo de la vida y en los siglos siguientes. Como una historia, la exposición recorre las etapas más importantes de su vida, hasta el punto de describir algunos personajes personales y privados del famoso físico a través de breves citas de cartas a su familia.
Algunas vitrinas contienen las condecoraciones originales recibidos por Volta y una selección de los materiales de celebración difundidos en Europa en los dos siglos posteriores a su muerte, incluido el billete de 10.000 liras dedicado a Alessandro Volta, vigente hasta la introducción de la moneda única en Italia (el Euro) en 2002, en cuya espalda apareció el Templo.
También se presentan los temas de la Exposición Voltiana de 1899 y del Congreso Internacional de Físicos de 1927, acompañados de algunos documentos autografiados de físicos eminentes que participaron en la conferencia.